# Tangi Louarn
Pour les articles homonymes, voir Louarn.
Tangi Louarn est enseignant français et un militant breton.

## Biographie
Fils d'Alan Louarn et frère de Lena et Malo Louarn, Tangi Louarn est l'un des fondateurs en 1970 de Skol An Emsav avec Pol Kalvez et son oncle Youenn Olier dont Imbourc'h sera la publication officieuse. Il est cofondateur de l'école Diwan de Quimper en 1977, et président de Karta Europa, Comité républicain pour la Charte européenne des langues.
Il est vice-président du Conseil culturel de Bretagne, puis président en 2009. Lors de la réforme de ce conseil qui intervient peu après, Paul Molac en devient président et Tangi Louarn devient lui président de la nouvelle Coordination culturelle associative de Bretagne Kevre Breizh. Il a également été président du Bureau européen pour les langues moins répandues (BELMR), organisation non gouvernementale disparue en 2010.

## Publications
- Langues régionales ou minoritaires dans la République : [actes du colloque, Rennes, 15 février 2002] / [organisé par l'] association Pour que vivent nos langues [et le] Comité. IEO - [Puylaurens]. 2003. Textes réunis et présentés par Henri Giordan et Tangi Louarn. Charte européenne des langues régionales ou minoritaires (1992) -- Congrès.